# Philippe Eyssette
Philippe Eyssette (1811-1874) est un homme politique, historien local, avocat et magistrat français.

## Biographie
Fils de Philippe Eyssette, notaire à Beaucaire, Philippe Guillaume Eyssette naît le 28 décembre 1811 dans cette ville.
Ayant opté pour la carrière d'avocat, il prête serment au barreau de Nîmes le 3 novembre 1833. Il devient en 1836 membre du conseil de discipline de l'ordre.
Catholique et légitimiste, il est élu en 1839 conseiller de l'arrondissement de Nîmes pour le canton de Nîmes-3. Il est également nommé adjoint au maire de Nîmes par la suite. Le 17 août 1848, il devient maire titulaire et entre en fonction le 23, dans un contexte de durcissement conservateur de la IIe République, et après une période d'instabilité municipale (il succède à Ferdinand Girard, qui était le dernier édile de la monarchie de Juillet).
Le 19 novembre 1848, il organise une cérémonie dans les arènes, où il lit le texte de la nouvelle Constitution devant une foule nombreuse. « Partisan de l'ordre », il se fait fort d'interdire tout rassemblement de militants socialistes dans la ville.
Pour pallier la hausse du chômage après la disparition des ateliers nationaux, il lance plusieurs chantiers, notamment le prolongement du cours Neuf, et la création d'une foire à bestiaux (1850).
Élu à l'Académie du Gard en 1836, il la préside en 1842.
Son mandat est écourté par sa nomination, en 1851, comme juge au tribunal civil de Largentière ; il démissionne et est alors remplacé par son adjoint Frédéric Vidal. Il prend la présidence de la juridiction en 1862 et meurt en fonctions le 19 septembre 1874, dans son domaine de Privat près de Beaucaire.

## Décoration
- Chevalier de la Légion d'honneur (1873)[1]

## Ouvrage
- Notice historique sur les origines municipales de la ville de Nîmes, Nîmes, Waton, 1853 (BNF 30412607).